# Obsoleszenz

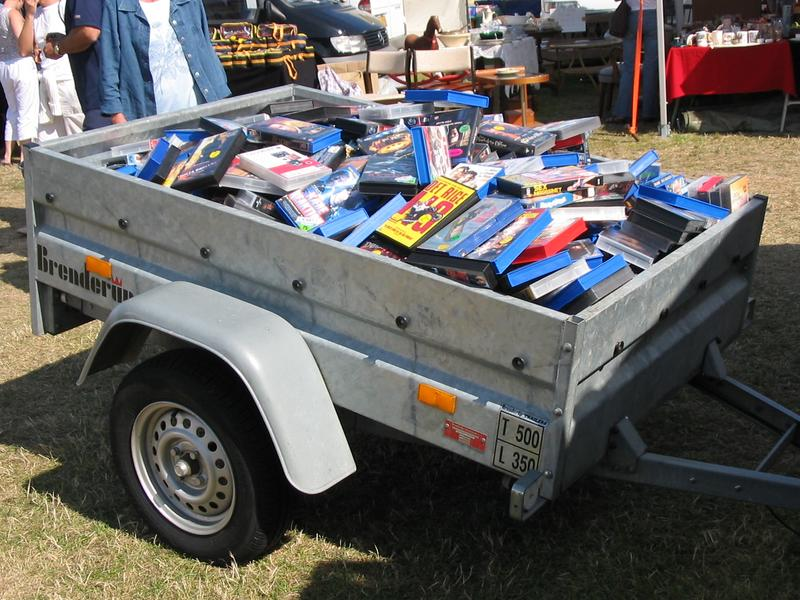
Alte Videokassetten auf einem Flohmarkt

Obsoleszenz ist in der Wirtschaft und insbesondere in der Industrie das Veralten von Produkten – oder auch von Wissen – durch die begrenzte Haltbarkeit technischer Bauteile und den Wandel von Mode oder technischem Fortschritt.
Wenn dieser Prozess durch die Hersteller aus marktstrategischen Gründen bewusst herbeigeführt wird, spricht man von geplanter Obsoleszenz oder von „geplantem Verschleiß“.

## Allgemeines
Das Wort Obsoleszenz steht für „sich abnutzen, alt werden, aus der Mode kommen, an Ansehen, an Wert verlieren“ (lateinisch obsolescere). Das zugehörige – und häufiger benutzte – Adjektiv obsolet im Sinne von „nicht mehr gebräuchlich“, „hinfällig“ oder „veraltet“ bezeichnet generell Veraltetes, meist überholte Aussagen, Normen, Sachverhalte, Kulturtechniken, Funktionalitäten oder Therapien.
Gebrauchsgegenstände dienen dem wiederholten Gebrauch, mit dem eine stetige Abnutzung, Materialermüdung und schließlich Verschleiß einhergeht, bis letztlich der Verlust ihrer Funktionsfähigkeit eintritt. Sie erfüllen dann nicht mehr ihren ursprünglichen Nutzen und sind daher unbrauchbar. Aus diesem Grund ist die natürliche Lebensdauer aller Gebrauchsgegenstände zeitlich begrenzt. Sie müssen – bei weiterhin gegebenem Bedarf – durch mindestens gleichwertige ersetzt werden. Aus Sicht der Industrie handelt es sich um einen Teil des Produktlebenszyklus, während dessen eine ständige Lieferbereitschaft für auszutauschende, nicht mehr funktionstüchtige Gegenstände vorhanden ist. 
Eine Studie der Leuphana Universität Lüneburg aus 2022 zeige laut Jacob Hörisch, dass „ein höheres Niveau der Produktlebensdauer die Kaufentscheidungen positiv beeinflusst“. „Der Einfluss solcher Informationen“ sei „vergleichbar mit dem Preis der Produkte“. Zudem hielten die „Verbraucher solche Informationen sogar für relevanter als Informationen zum Energieverbrauch oder zu Marken“.

## Geschichte
In den USA ist die Obsoleszenz (englisch obsolescence) ein häufig für die kürzere Gebrauchsdauer von Gütern verwendeter Begriff, vor allem im Rahmen der „Wirf-es-weg“-Psychologie (englisch drop it), etwa wegen bewusst minderer Produktqualität oder kurzlebiger technischer Haltbarkeit. Sie tauchte dort als Marketingstrategie erstmals in der Automobilindustrie auf. Während Ford die Langlebigkeit propagierte, setzte General Motors ab 1923 mit Alfred P. Sloan erstmals die „geplante Obsoleszenz“ ein, um durch schnelle Modellwechsel ein möglichst hohes Absatzvolumen zu erreichen. Das Management setzte darauf, die Haltbarkeit künstlich zu verringern und die Abnutzung zu beschleunigen. Im Phoebuskartell verständigten sich im Januar 1925 die weltweit führenden Glühlampenhersteller darauf, die Lebensdauer von Glühlampen unter Androhung von Sanktionen künstlich auf maximal 1000 Stunden zu begrenzen. Gebrauchsgüter (englisch durables) sollten dem Consumer Engineering-Handbuch aus dem Jahre 1932 zufolge so gestaltet werden, dass die Nutzer sie wie Verbrauchsgüter behandeln würden. Das dem Verbraucher hierdurch vermittelte Gefühl, durch den Besitz älterer Produkte nicht mehr modern (englisch up to date) zu sein (englisch out-of-fashion), war der Wegbereiter der psychologischen Obsoleszenz. Angesichts eines Nachfragerückgangs forderte Brooks Stevens im Jahre 1954, dass die Verfallsdaten amerikanischer Industriegüter gesenkt werden müssten.
Volkswagen verfolgte mit dem VW Käfer die gegenteilige Strategie („er läuft und läuft und läuft …“) und warb ab 1959 in den USA mit der Kampagne, dass VW keine Autos austausche nur um des Austauschs willen. Vance Packard kritisierte 1960 in seinem Buch Die Verschwendungsmacher die geplante Obsoleszenz als systematischen Versuch der Großindustrie, „aus uns verschwenderische, verschuldete, ewig unzufriedene Individuen zu machen“.
In Deutschland griff man den Gedanken der Obsoleszenz im Rahmen der industriellen Produktgestaltung erstmals 1968 auf, Burkhardt Röper konnte 1976 für die „Gegenwart kein Beispiel von geplantem Verschleiß“ ermitteln, was bereits 1977 auf heftige Kritik als „Realitätsverleugnung“ stieß. Rechtsfragen hierzu wurden erstmals 1983 bei geplanter Obsoleszenz in der Modeindustrie behandelt.
Initiative des EU-Parlaments
Die Abgeordneten des EU-Parlaments debattierten im November 2020 über Forderungen an die EU-Kommission, wie mit Gesetzen und Initiativen Produkte nachhaltiger gemacht werden sollen, berichtet die Süddeutsche Zeitung. Unter anderem sieht die Beschlussvorlage ein „Recht auf Reparatur“ vor. Reparieren solle einfacher und billiger werden, indem Hersteller Kunden und Handwerkern alle nötigen Informationen für den Austausch von Teilen liefern und sich verpflichten, Ersatzteile lange genug vorzuhalten. Daneben spricht sich die Vorlage dafür aus, dass Verbraucher schon beim Kauf Angaben darüber erhalten, welche Mängel wie häufig auftreten und wie teuer die Reparatur ist. Geplante Obsoleszenz solle zur unfairen Handelspraktik erklärt und somit verboten werden.

## Arten
Man unterscheidet zunächst zwischen natürlicher und geplanter Obsoleszenz:
- Die natürliche Obsoleszenz tritt bei der altersüblichen Abnutzung auf, wenn Gegenstände das Ende ihrer erwarteten Lebensdauer erreicht haben und ihre Funktionsfähigkeit einbüßen.
- Die geplante Obsoleszenz dagegen ist die von den Herstellenden konzeptionell vorgesehene künstliche Verkürzung der Produktlebensdauer, sodass Produkte vorzeitig unbrauchbar werden. Sie besteht in der bewussten Begrenzung der Funktionsfähigkeit, obwohl eine längere Lebensdauer möglich wäre.

Im französischen Verbrauchergesetzbuch Code de la Consommation (CdC) wird die geplante Obsoleszenz (französisch obsolescence programmée) sogar definiert als „alle Techniken, mit denen ein Unternehmer beabsichtigt, die Lebensdauer eines Produkts absichtlich zu reduzieren, um die Ersatzrate zu erhöhen“ (Art. L 213-4-1 CdC).
Geplante Obsoleszenz
Geplante Obsoleszenz wiederum lässt sich unterteilen in werkstoffliche, technische, psychologische und ökonomische Obsoleszenz:
- Die werkstoffliche Obsoleszenz hat ihre Ursache in der mangelnden Leistungsfähigkeit von Materialien und Komponenten. Bei Notebooks beispielsweise können Festplattenlaufwerke, Arbeitsspeicher, Grafikchips und Akkus (jeweils sehr häufig) sowie Hauptplatine, Netzteile, Prozessorlüfter, periphere Schnittstellen, Bildschirm und -abdeckungen (Scharniere) und Notebook-Gehäuse (jeweils häufig) ausfallen.
- Die technische Obsoleszenz setzt sich aus der funktionellen und qualitativen Obsoleszenz zusammen:
  - Ein vorhandenes Produkt veraltet durch die Einführung eines neuen Produkts, das seine Funktion besser erfüllt.[19] Beispiele sind die Entwicklung vom Grammophon über den Schallplattenspieler und Kassettenrekorder zu CD-Playern oder vom VHS-Videogerät über DVD-Player und DVD-Rekorder. Ursachen der funktionellen Obsoleszenz sind die sich rasch verändernden technischen und funktionalen Anforderungen an ein Produkt. Funktionelle Obsoleszenz findet man vor allem in sich schnell verändernden Branchen wie etwa der Computerbranche. Beispielsweise zeigt sich funktionelle Obsoleszenz, wenn beim Personal Computer eine Aktualisierung des Betriebssystems dazu führt, dass die älteren PCs die Mindestanforderungen des neuen Betriebssystems nicht einhalten können, hier handelt es sich um die "Software-basierte Obsoleszenz". Bei Waschmaschinen steht die funktionelle Obsoleszenz im Zusammenhang mit der Entwicklung und dem Einsatz von neuen Waschmitteln sowie Textilien. Auch durch das frühzeitige Austauschen von Fahrzeugteilen während einer Inspektion entsteht ein erhöhter Verbrauch, da die Teile nicht bis zum endgültigen Verschleiß genutzt werden (häufig sogar getragen durch frühzeitige Verschleißanzeige).[20] Die Obsoleszenz von Software kann geplant oder ungewollt die Nutzungsdauer verbundener Hardware und Produkte mit elektronischen Komponenten stark beschränken.[21] Hier kann die Open-Source-Bewegung als Gegenbewegung gesehen werden: Bei Softwareprodukten, die einer Freie-Software-Lizenz (z. B. GPL) unterliegen, besteht durch die garantierte Offenlegung des Quellcodes die Möglichkeit, ein endgültiges Auslaufen der Verfügbarkeit zu verhindern.[22]
  - Bei der qualitativen Obsoleszenz versagt oder verschleißt ein Produkt zu einem bestimmten, geplanten, gewöhnlich nicht allzu fernen Zeitpunkt.[23] Vorhandene oder wirtschaftlich realisierbare Technologien oder Materialien, die eine längere Lebensdauer des Produkts ermöglichen würden, werden nicht angewandt. Qualitative Obsoleszenz als Hauptfaktor des frühzeitigen Geräteverschleißes zeigt sich oft bei Fernsehgeräten. Hierin sind oft minderwertige Elektrolyt-Kondensatoren mit einer Haltbarkeit von maximal fünf Jahren eingebaut, obwohl doppelt so lange funktionierende Kondensatoren kaum teurer sind. Deshalb gehört auch diese Art zur geplanten Obsoleszenz.
- Die psychologische Obsoleszenz umfasst die vorzeitige Alterung und damit den Austausch von funktionsfähigen Produkten aufgrund von Moden, neuen technischen Trends und Konsummustern. Beim Handy gaben 68 % der Befragten an, das Handy innerhalb von drei Jahren zu wechseln, entweder weil sie einfach ein noch besseres Gerät haben wollten (40 %) oder sie durch den Vertrag regelmäßig ein neues Gerät bekommen (28 %).[24]

Die Mode gehört zur sichtbaren Obsoleszenz, weil bestimmte Modedesigns oder Stile einem Modetrend unterliegen, bis eine neue Moderichtung erkennbar wird. Hierdurch werden modebewusste Konsumenten durch Gruppenzwang zum Ersatz gedrängt, obwohl noch volle Funktionalität vorliegt. Deshalb lässt sich Mode als kollektive Anpassung definieren. Die Popularität eines Produkts wird wesentlich durch sein Image beeinflusst, das wiederum durch geänderte (aktualisierte) Designs und die Vermarktung einschließlich der Bewerbung manipulierbar ist. Design ist daher ein probates Mittel, künstlich Obsoleszenz herbeizuführen.
- Die ökonomische Obsoleszenz beschreibt den Verfall der Gebrauchseigenschaften eines Produktes, weil nötige Instandsetzungen, Instandhaltung oder Reparatur aus Kostengründen ausbleiben und die Differenz zum Kaufpreis für Neuprodukte zu gering ist. Gründe sind beispielsweise kurze Produktentwicklungszeiten, schneller Preisverfall, reparaturunfreundliches Design, hohe Reparaturkosten und mangelnde Verfügbarkeit von Ersatzteilen, Werkzeugen und Reparaturdienstleistungen. Bei den häufig ausfallenden Fernsehgerät-Komponenten wie der Display- bzw. Bildschirmeinheit und Netzteilkarte entstehen höhere Reparaturkosten, die in keinem angemessenen Verhältnis zu den insgesamt sinkenden Kaufpreisen von TV-Geraten stehen, sodass Verbraucher bei einem Defekt das TV-Gerät nicht mehr reparieren lassen, sondern sich stattdessen ein neues Gerät anschaffen.[29]

Es liegt daher im Interesse der Produzenten, den Produktlebenszyklus der Produkte künstlich zu verkürzen, um das Absatzvolumen zu steigern.

## Obsoleszenzmanagement
Das Obsoleszenzmanagement sorgt dafür, dass künftig nicht mehr produzierte Bauteile, die in Produkte eingebaut werden, rechtzeitig durch Vergleichstypen ersetzt oder absichtlich für Reparaturen bevorratet werden. Mit diesem Managementprozess soll erreicht werden, dass der Lebenszyklus (Fertigung und Reparatur) des eigenen Produkts nicht nachteilig durch die Lieferbarkeit oder den Ausfall dafür benötigter Bauteile beeinflusst wird. Richtig durchgeführt dient es der Vermeidung oder zumindest Reduzierung von Produktions- oder Dienstleistungs-Ausfällen. Weitere Ziele sind Kosteneinsparungen und die Vermeidung von Versorgungsengpässen. Als ein Teil des Risikomanagements wird Obsoleszenzmanagement in allen Branchen der Investitionsgüterindustrie (Anlagegüter, Infrastruktur, langlebige Gebrauchsgüter, Verbrauchsmaterial, Softwareprodukte etc.) eingesetzt.
Ziele des Obsoleszenzmanagements:
- Verlängerung der Lebensdauer eines Produkts,
- rechtzeitige Information der Kunden über abgekündigte Produkte,
- nachhaltiges Design, Bauteilauswahl, Ressourcen- und Rohstoffeinsatz,
- Lieferanten und Entwickler suchen gemeinsam nach Substituten,
- Lagern des künftig erwarteten Gesamtbedarfs.

Integriertes Systems Engineering und die Berücksichtigung von Modularität können Obsoleszenzmanagement frühzeitig im Entwicklungsprozess verankern.

## Standards
- VDMA-Einheitsblatt 24903[31]

## Statische Nutzungsdauern technischer Geräte
Die durchschnittliche Erst-Nutzungsdauer (die Zeitspanne der Nutzung nur durch den Erstnutzer) der Haushaltsgroßgeräte ist in Deutschland zwischen 2004 und 2013 von 14,1 auf 13,0 Jahre leicht zurückgegangen, im Bereich der Unterhaltungselektronik wiesen TV-Flachbildschirme im Jahr 2007 eine durchschnittliche Erstnutzungsdauer von 5,7 Jahren auf, dieser Wert ging in den Jahren bis 2010 auf 4,4 Jahre zurück, um in den Folgejahren bis 2012 wieder kontinuierlich auf 5,6 Jahre anzusteigen. Bei Notebooks zeigen die Analysen der werkstofflichen Obsoleszenz, dass es eine unterschiedliche Obsoleszenz zwischen Geräten für Privathaushalte (Consumer-Notebooks) und gewerblich genutzten Notebooks gibt.

## Dokumentarfilme
- Cosima Dannoritzer: Kaufen für die Müllhalde (frz. Originaltitel: Prêt à jeter, engl. Titel: The Light Bulb Conspiracy), Dokumentarfilm, Frankreich/Spanien 2010, 75 Minuten; online